# Pferdebestattung

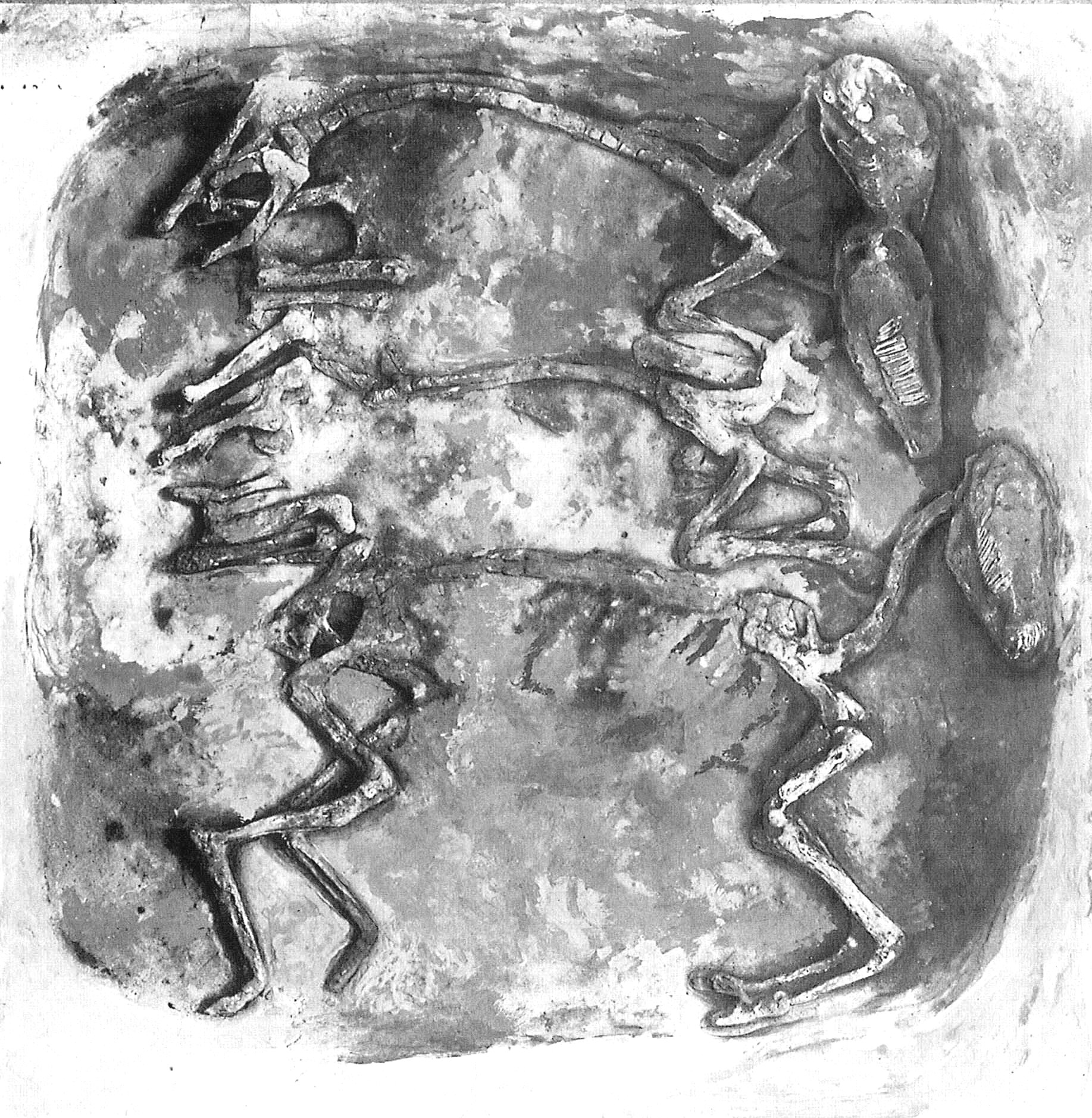
Pferdebestattung von Wulfsen

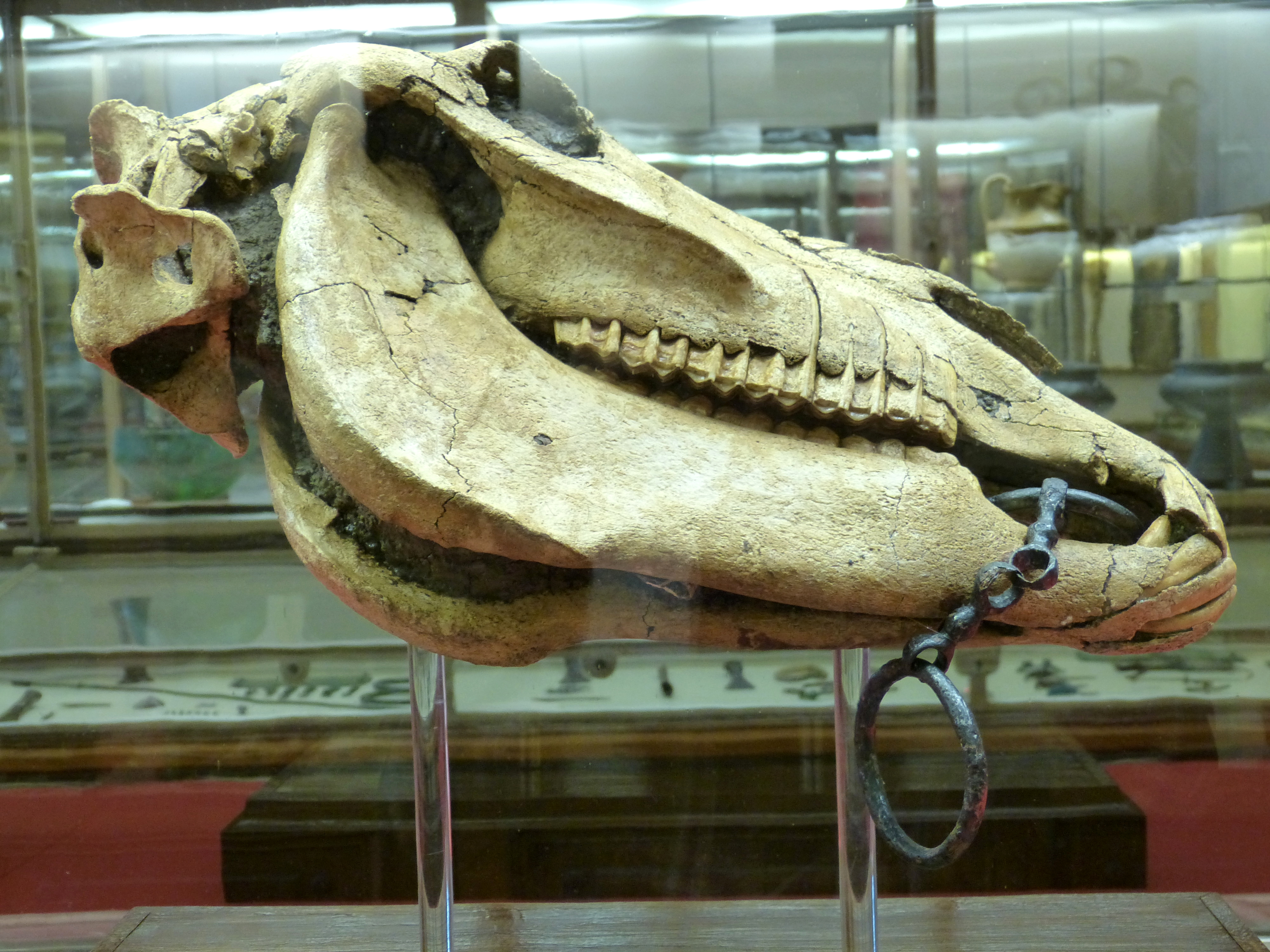
Pferdeopfer von Roseldorf - Österreich

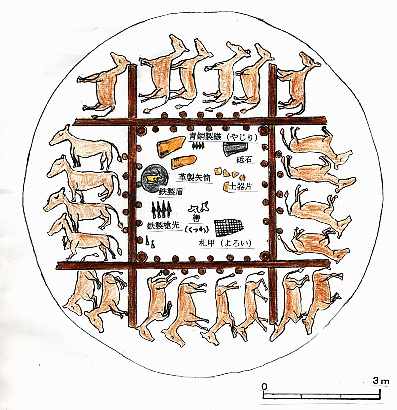
Pferdebestattung im Kurgan von Kostromskaya

Als Pferdebestattung (auch Pferdeopfer) werden rituelle Bestattungen von Pferden bezeichnet, die von der Vorzeit bis zum Hochmittelalter bekannt sind.

## Beschreibung
Häufig finden sich Pferdebestattungen als Sekundärbestattungen neben Königsgräbern, wie in Salamis (Zypern), oder bei den Hethitern und Mykenern. Auch die spätbronzezeitliche Koban-Kultur, die im 9-7. vorchristlichen Jahrhundert im südlichen Sibirien beheimatete Aldy-Bel-Kultur sowie weiter die Kimmerer und die Skythen, beides nomadische Reitervölker, kannten den Ritus. Ein Pferdeopfer aus dem 11. oder 12. Jahrhundert wurde in einer slawischen Siedlung bei Pasewalk gefunden. Ein Grab mit drei Pferden und einem aufgeschirrten Rothirsch aus dem 8. Jahrhundert  wurde in der Siedlungskammer Rullstorf im Landkreis Lüneburg ausgegraben. Auf dem Areal wurden mindestens 42 Pferde bestattet. Es gilt als größtes bekanntes spätsächsischer Pferdegräberfeld.
Nicht allein die frühmittelalterlichen Turkvölker pflegten den Brauch der Pferdebestattung, er war auch bei den Germanen und Kelten verbreitet (Pferdebestattungen von Gergovia - gefunden 2002), Pferdebestattungen von Villedieu-sur-Indre (- 2023). 1964 wurden bei einer Notgrabung auf dem frühmittelalterlichen Gräberfeld von Emstek-Drantum (Kreis Cloppenburg in Niedersachsen) 24 Pferdebestattungen gefunden. „Verena Freiin von Babo“ konstatiert in ihrer Dissertation aus dem Jahr 2004 hierzu, das dies mit dem germanischen Jenseitsglauben zusammenhänge. Die Pferde sollten den Verstorbenen nach Walhall tragen. Weiterhin wird von Pferdebestattungen aus Haithabu und den großen dänischen Ringburgen, aus dem Kanton Basel und dem gesamten Bereich des österreichischen Limes berichtet. Herwig Friesinger dokumentierte eine solche, römische Pferdebestattung aus Stillfried an der March in Österreich. Zudem wurden zwei einzelne Pferdebestattungen aus der Völkerwanderungszeit neben Königsgräbern in Liebersee sowie ein Rullstorfer Pferdegrab untersucht. Aus Norddeutschland liegen neben weiteren, die altsächsische Dreifach-Pferdebestattung von Wulfsen oder das Reitergrab von Schnelsen vor. Außerdem wird von einem nicht dokumentierten und nicht datierten Reitergrab aus Langenfeld (Rheinland) berichtet.
Anzunehmen ist, dass nur hochgestellten Persönlichkeiten das Privileg einer solchen Sekundärbestattung zuerkannt wurde. Es werden Reitervölker oder zumindest Gruppen von Menschen gewesen sein, für die das Pferd eine besondere Bedeutung hatte. Mutmaßlich werden es die Lieblingstiere des Verstorbenen gewesen sein, die ihm mit ins Grab gegeben wurden. Trotz des germanischen Jenseitsglaubens, das Pferd möge seinen Reiter im Jenseits nach Walhall tragen, wird man andererseits nicht schließen dürfen, der Verstorbene bedürfe in jedem Fall im Jenseits eines Pferdes, sonst wäre der Ritus wohl durchgängig praktiziert worden.

## Beispiele
Pferdegräber finden sich unter anderem in:
- Bad Homburg vor der Höhe, siehe Gotisches Haus (Bad Homburg)
- Gergovie
- Lotterberg
- Pferdeopferstelle bei Pasewalk
- Pferdebrandgrab bei Prettin, Lausitzer Kultur
- Sintaschta
- Villedieu-sur-Indre

## Pferdebestattung heute
Seit 2017 ist die Bestattung von Pferden in Deutschland zulässig. Mit der Änderung des Tierischen Nebenprodukte-Beseitigungsgesetzes (TierNebG) besteht seit dem 12. Februar 2017 in Deutschland die Möglichkeit, einen Antrag zur Erteilung einer Ausnahmegenehmigung gemäß § 4 Abs. 2 TierNebG zur Abholung und Kremierung eines Equiden in einem zugelassenen Tierkrematorium zu stellen. Die Ausnahmegenehmigung kann für alle Equiden im Sinne des Artikels Nummer 3 Buchstabe b der Verordnung (EG) Nr. 1069/2009 gestellt werden (Pferde, Esel, Maultiere, Zebras und Zebroide). Mitte 2021 gibt es in Deutschland zwei Tierbestatter die hierfür zugelassen sind. Stand Anfang 2022 gibt es in Deutschland drei zugelassene Pferdekrematorien mit vier Standorten. Darüber hinaus sind Anbieter aus Frankreich und den Niederlanden aktiv, die auch aus Deutschland in ihre Krematorien im Ausland überführen. Nur die Feuerbestattung im Krematorium ist für Equiden zulässig.